# Amathia biseriata
Amathia biseriata är en mossdjursart som beskrevs av Krauss 1837. Amathia biseriata ingår i släktet Amathia och familjen Vesiculariidae. Inga underarter finns listade i Catalogue of Life.